# Maçarico-do-campo

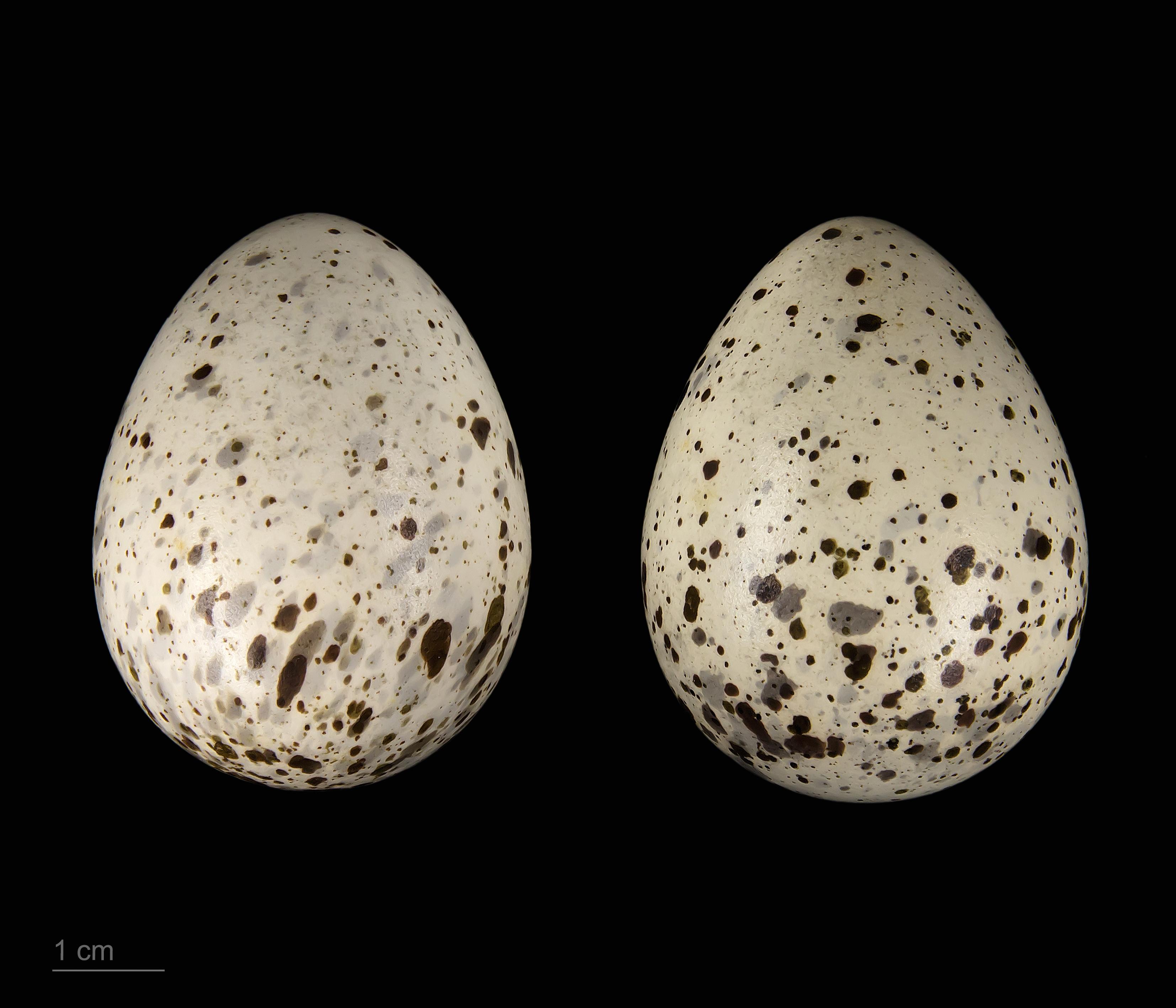
Bartramia longicauda - MHNT

A Bartramia longicauda, comummente conhecida como maçarico-do-campo,  é ave limícola da família Escolopacídeos.
Esta espécie nidifica na América do Norte (Alasca, Canadá e centro dos EUA) e inverna na América do Sul, sendo muito rara na Europa.

## Subespécies
A espécie é monotípica (não são reconhecidas subespécies).